# Wonotirto (Bulu)
Wonotirto is een bestuurslaag in het regentschap Temanggung van de provincie Midden-Java, Indonesië. Wonotirto telt 3751 inwoners (volkstelling 2010).